# Dongfeng 26
Die Dongfeng 26 (chinesisch 东风-26, Pinyin Dōngfēng 26, „Ostwind 26“, kurz DF-26) ist eine landgestützte Mittelstreckenrakete der Volksrepublik China. Die seit 2015 bei der Volksbefreiungsarmee eingesetzte Rakete besitzt einen manövrierfähigen Wiedereintrittskörper, der seine Fluglage bis zu einem gewissen Grad steuern und auch bewegliche Ziele wie Flugzeugträger präzise treffen kann.

## Entwicklungsgeschichte
Im Jahr 1991 begann man bei der Chinesischen Akademie für Trägerraketentechnologie auf der Basis des manövrierfähigen Wiedereintrittskörpers der amerikanischen Mittelstreckenrakete Pershing II per Reverse Engineering ein eigenes Endphasen-Lenksystem für Gefechtsköpfe zu entwickeln. Dabei verfolgte man zunächst den Ansatz einer Lenkung über aerodynamische Steuerflächen im endoatmosphärischen Abschnitt der Flugbahn. Zhu Guangsheng (朱广生, * 1963), der nach seinem Studienabschluss in Aerodynamik an der Universität für Wissenschaft und Technik der Landesverteidigung 1989 zunächst dem Forschungsinstitut für Changzheng-Raumflugkörper, auch bekannt als „Institut 14“, zugeteilt worden war, wurde mit der Grundlagenforschung zu den pneumatischen Eigenschaften des zu entwickelnden Flugkörpers beauftragt.
Mit theoretischen Berechnungen und klassischen Windkanal-Versuchen zu den Auswirkungen von geometrischer Form, Fluglage, Geschwindigkeit und Luftdichte auf das Flugverhalten schuf Zhu Guangsheng die Basis für die manövrierfähigen Wiedereintrittskörper der Kurzstreckenrakete Dongfeng 15B und der Mittelstreckenrakete Dongfeng 21C, deren Entwicklung 1997 begann. Eines der schwierigsten Probleme hierbei war, dass die chinesischen Gefechtsköpfe damals nur mit einem maximalen Anstellwinkel von 14° fliegen konnten. Die Größe des Anstellwinkels, also des Winkels zwischen Längsachse des Flugkörpers und Flugrichtung, bestimmt zusammen mit der Anströmgeschwindigkeit den dynamischen Auftrieb und damit die Manövrierfähigkeit des Gefechtskopfs. Bei vier Testflügen im Jahr 2002 wurde der Anstellwinkel von 14° über 16° und 18° auf 20° gesteigert, was es zum Beispiel bei der Dongfeng 21C ermöglichte, in der Endphase des Anflugs auf amerikanische Flugzeugträger komplizierte Flugmanöver durchzuführen, wodurch der Gefechtskopf schwer abzufangen ist.
Die Kommission für Wissenschaft, Technik und Industrie für Landesverteidigung verlieh der Chinesischen Akademie für Trägerraketentechnologie hierfür im Jahr 2004 den Fortschrittspreis 1. Klasse für Wissenschaft und Technik in der Landesverteidigung (国防科学技术进步奖一等奖). Zhu Guangsheng selbst wurde noch 2002 mit der Planung einer Serie von Demonstrationsflügen für eine universell einsetzbare, hochpräzise Rakete für das obere Ende des Mittelstreckenbereichs beauftragt, im internationalen Sprachgebrauch ein sogenanntes Intermediate Range Ballistic Missile bzw. IRBM. Die Demonstrationsflüge verliefen alle erfolgreich, und so begann man 2006 offiziell mit der Entwicklung der Dongfeng 26. Zhu Guangsheng wurde zum Chefkonstrukteur der Rakete ernannt.
Bei der Lenkung mittels aerodynamischer Steuerflächen waren nur Geschwindigkeiten von maximal Mach 12 möglich. Daher wählte man für die Dongfeng 26 ein System von an vier Stellen gleichmäßig um den hinteren Teil des Gefechtskopfs verteilten Stellen positionierten Lageregelungstriebwerken. Dadurch konnte man den Gefechtskopf nach dem Erreichen des Scheitelpunkts der Flugbahn mit einer Geschwindigkeit von Mach 18 wieder in die Atmosphäre eintreten lassen. Im Jahr 2015 war die Entwicklung abgeschlossen und die ersten 16 Exemplare der Dongfeng 26 wurde beim 2. Artillerie-Korps in Dienst gestellt, das seit dem 1. Juli 1966 für die strategischen Kernwaffen Chinas zuständig war.
Bei der Parade zum 70. Jahrestag des Sieges über Japan im Zweiten Weltkrieg am 3. September 2015 wurde die Rakete erstmals öffentlich gezeigt.
Im August 2021 waren mehrere Brigaden der Chinesischen Raketenstreitkräften mit Raketen vom Typ Dongfeng 26 ausgerüstet.

## Technik
Die Dongfeng 26 besitzt zwei jeweils von einem Feststoffraketentriebwerk angetriebene Stufen, sie ist insgesamt 14 m lang, hat einen Durchmesser von 1,4 m und eine Startmasse von 20 t. Der Sprengkopf im Wiedereintrittskörper kann rasch ausgewechselt werden. Dort können entweder 1 bis 3 einzeln programmierbare Atomsprengköpfe oder ein konventioneller Sprengkopf von 1,5 t Gewicht untergebracht werden. Es stehen mehrere dutzend verschiedene Typen zur Auswahl, unter anderem:
- EMP-Gefechtsköpfe
- Bunkerbrechende Gefechtsköpfe
- Streumunition
- EloKa-Gefechtsköpfe

Damit ist die Dongfeng 26 sowohl für einen atomaren Gegenschlag – durch ihre effektive Reichweite von 4000 km können von Südostchina aus die militärischen Einrichtungen auf der amerikanischen Pazifikinsel Guam angegriffen werden – als auch für konventionelle Präzisionsschläge gegen Ziele an Land wie Startbahnen oder Häfen sowie mittelgroße und große Seeziele wie Flugzeugträger geeignet. Die Dongfeng 26 ist mit einer Höchstgeschwindigkeit von Mach 18 deutlich langsamer als zum Beispiel die Interkontinentalrakete Dongfeng 31, die bis zu Mach 26 erreicht. Aber während die chinesischen Interkontinentalraketen bzw. deren Sprengköpfe ihre Bahn während des Fluges nicht mehr ändern können, kann der Gefechtskopf der Dongfeng 26 auch bewegliche Ziele erfassen und ihnen bis unmittelbar vor dem Aufschlag folgen.
Die Rakete selbst besitzt auf eine Entfernung von 4000 km einen Streukreisradius von 100 m, da sie aber, wie zum Beispiel bei einer Übung Anfang Juni 2021, üblicherweise mit einem unbemannten Luftfahrzeug zur Unterstützung bei der Zielverfolgung eingesetzt wird, liegt die Treffgenauigkeit in der Praxis deutlich höher.
Die Dongfeng 26 wird von einem sechsachsigen Lastwagen der Tai’an Raumfahrtsonderfahrzeug GmbH gestartet, einer Tochterfirma der Chinesischen Akademie für Trägerraketentechnologie.
Das unbeladen 35 t schwere Startfahrzeug mit der Typenbezeichnung HTF5680A1 ist auf befestigten Straßen bis zu 65 km/h schnell und außerdem durch während der Fahrt einstellbaren Reifendruck auch bis zu einem gewissen Grad geländegängig.
Die Rakete wird zum Start senkrecht aufgerichtet, folgt dann aber nicht einer ballistischen Flugbahn, sondern senkt ihre Bahn ab. Nach dem Abtrennen der ersten Stufe fliegt die zweite Stufe zunächst nur vom Schwung getragen in eine kürbissegmentartig wählbare Richtung weiter, bis ihr Triebwerk zündet. Dadurch ist die Flugbahn der Rakete nur schwer vorherzusagen, selbst wenn der Start durch ein satellitengestütztes Frühwarnsystem beobachtet wurde. Das Startfahrzeug ist für eine schnelle Stellungsveränderung ausgelegt, um sich einem Gegenschlag entziehen und mit einer weiteren Rakete erneut eingesetzt werden zu können.